# ريتشارد غرانفيل
ريتشارد غرانفيل (24 أبريل 1907 في المملكة المتحدة - 8 أغسطس 1972 في المملكة المتحدة) (بالإنجليزية: Richard Granville)‏ هو لاعب كريكت بريطاني (وحمل سابقاً جنسية المملكة المتحدة لبريطانيا العظمى وأيرلندا). لعب مع نادي وارويكشاير للكريكيت ‏.

## وصلات خارجية
- ريتشارد غرانفيل على موقع إي آس بي آن كريك إنفو (الإنجليزية)